# 石橋勝久
石橋勝久 （いしばし　かつひさ、1954年7月6日 - ）は、日本の画家・グラフィックデザイナー。フォトコラージュ、フォトモンタージュ作品でデビュー。ドイツ留学からの帰国後は油彩にて具象や抽象画を描く。大学、専門学校で非常勤講師を務める傍ら、絵画教室（ABC美術研究所）を主宰し、自ら指導している。

## 経歴
愛知県碧南市で出生後、武蔵野美術大学油絵学科卒業。名古屋デザイナー学院（1995年～2007年）名古屋総合デザイン専門学校（1996年～2005年）名古屋芸術大学にて講師を勤める。
1994年エンバ美術コンクール国立国際美術館賞をはじめに連続9回受賞する。1996年大阪トリエンナーレ1996̶絵画（関西ドイツ文化センターデュッセルドルフ特別賞）を受賞し、ドイツ留学。帰国後は東京、大阪、名古屋などで個展を開く。2009年に絵画教室ABC美術研究所を愛知県岡崎市に開設。一般社団法人日本美術家連盟会員。

## 関わった人物
木村重信（美術史家・美術評論家、国立国際美術館館長・兵庫県立美術館館長）

## 主な展覧会（個展）
- １９７６ 　8号室（名古屋）
- １９９６　信濃橋画廊（大阪）
- １９９６　ガレリアグラフィカ（東京）
- １９９７　信濃橋画廊（大阪）
- １９９７　Ｋｕｎｓｔｒａｕｍ　Dｕｓｓｅｌｄｏｌｆ（ドイツ　デュッセルドルフ）
- １９９８　ギャラリーＡ・Ｃ・Ｓ（名古屋）
- ２００３　ギャラリー１４１（名古屋）
- ２００３　ギャラリー上三条（奈良）
- ２００５　ギャラリー１４１（名古屋）
- ２０１０　CASO 海岸通りギャラリー（大阪）
- ２０１１　THE BLUE BOX ギャラリー（岡崎）
- ２０１４ 　ギャラリーcreate 洛（京都）
- ２０１５ 　ギャラリーcreate 洛（京都）

## 主な展覧会（グループ展）
- １９８４　第6 回中日展（名古屋市博物館　愛知）
- １９８５　第7 回中日展（名古屋市博物館　愛知）
- １９８５　国際青年年平和国際青年美術家展（ポーランド）
- １９８９　第５回吉原治良賞美術コンクール（大阪府立現代美術センター）
- １９８９　第１１回中日展（名古屋市博物館　愛知）
- １９９０　第１２回中日展（名古屋市博物館　愛知）
- １９９４　第１７回エンバ美術コンクール展（エンバ中国近代美術館　兵庫）
- １９９５　第８回吉原治良賞美術コンクール（大阪府立現代美術センター　大阪）
- １９９５　第２回和歌山大賞展ビエンナーレ（和歌山県民ギャラリー　和歌山）
- １９９５　現代写真芸術の拡大 ‘95 岡田修二、石橋勝久展（ラブコレクションギャラリー　名古屋）
- １９９５　５人のアーティストの方法と展開（ラブコレクションギャラリー　名古屋）
- １９９５　吉原治良賞展の５人展（信濃橋画廊　大阪）
- １９９５　第６回ＴＡＭＯＮ賞展（柏市民ギャラリー　千葉）
- １９９５　第２４回現代日本美術展（東京都美術館・京都市美術館）
- １９９５‘95ＡＢＣ美術コンクール（ＡＢＣギャラリー　大阪）
- １９９５　ART３人展（ギャラリー坂角　名古屋）
- １９９６　第５回青木繁記念大賞展（石橋美術館　久留米・郡山市立美術館　福島）
- １９９６　第２５回現代日本美術展（東京都美術館・京都市美術館）
- １９９６　第１２回現代日本絵画展（宇部市文化会館　山口）
- １９９６　大阪トリエンナーレ１９９６－絵画（マイドーム大阪　大阪）
- １９９７　ＡＮＮＵＡＬ　ＳＨＯＷ（ガレリアグラフィカ　東京）
- １９９８　第４回小磯良平大賞展（小磯良平記念美術館　兵庫）
- １９９９　ＷＡＶＥ１（グランドギャラリー　大阪）
- １９９９　第２８回現代日本美術展（東京都美術館・京都市美術館）
- １９９９　第１３回美浜美術展（福井）
- １９９９　ホルベインスカラシップ
- ２０００　第９回青木繁記念大賞展（石橋美術館　久留米・郡山市立美術館　福島）
- ２０００　第１８回上野の森美術館大賞展（上野の森美術館　東京）
- ２０００　第１４回美浜美術展　福井
- ２０００　第５回小磯良平大賞展（小磯良平記念美術館　兵庫
- ２０００　第４回フラッグアート2000（岐阜）
- ２００１　大阪トリエンナーレ２００１（海岸通りギャラリー　大阪）
- ２００１　第３回雪梁舎フィレンツェ賞展（雪梁舎美術館　新潟）
- ２００１　環境と都市の美術展（新潟市民芸術文化会館　新潟）
- ２００３　中部総合美術展（愛知県美術館　名古屋）
- ２００４　現代美術の視覚展（三重県立美術館　津）
- ２００４　中部総合美術展（愛知県美術館　名古屋）
- ２００５　愛・地球博パートナーシップ事業（イサムアートギャラリー　名古屋）
- ２００５　２１世紀のメッセージ作家の視点　あさご芸術の森美術館
- ２００５　中部総合美術展　名古屋
- ２００６　石黒鉦二と仲間たち展　ギャラリー名芳洞（名古屋）
- ２００６　中部総合美術展
- ２００８　第４回ﾄﾘｴﾝﾅｰﾚ豊橋　星野眞吾賞展　豊橋市美術博物館
- ２００８　中部総合美術展
- ２００９　HEKINAN から それぞれのスピリッツ展
- ２０１０　HEKINAN から それぞれのスピリッツ展Ⅱ
- ２０１１　HEKINAN から それぞれのスピリッツ展Ⅲ
- ２０１１　第２回青木繁記念大賞西日本美術展　　石橋美術館
- ２０１１　第５回ﾄﾘｴﾝﾅｰﾚ豊橋　星野眞吾賞展　豊橋市美術博物館
- ２０１２　HEKINAN から それぞれのスピリッツ展Ⅳ　碧南市藤井達吉現代美術館　ヨス万博（韓国）
- ２０１３　HEKINAN から それぞれのスピリッツ展V　 碧南市藤井達吉現代美術館

## 受賞
- １９９４　第17 回エンバ美術コンクール展　国立国際美術館賞（エンバ美術館　兵庫）
- １９９５　第８回吉原治良賞美術コンクール　優秀賞（大阪府立現代美術センター　大阪）
- １９９５　第２回和歌山大賞展ビエンナーレ　大賞
- １９９５　第６回ＴＡＭＯＮ賞展　優秀賞
- １９９６　大阪トリエンナーレ１９９６－絵画
- １９９６　関西ﾄﾞｲﾂ文化ｾﾝﾀｰ･ﾃﾞｭｯｾﾙﾄﾞﾙﾌ市特別賞
- １９９９　第13 回美浜美術展　ＦＢＣ賞
- ２０００　第14 回美浜美術展　準大賞
- １９９４　第17 回エンバ美術コンクール展　国立国際美術館賞（エンバ美術館　兵庫）
- １９９５　第８回吉原治良賞美術コンクール　優秀賞（大阪府立現代美術センター　大阪）
- １９９５　第２回和歌山大賞展ビエンナーレ　 大賞
- １９９５　第６回ＴＡＭＯＮ賞展　優秀賞
- １９９５　‘９５ABC美術コンクール　大賞
- １９９６　第５回青木繁記念大賞　奨励賞
- １９９６　大阪トリエンナーレ１９９６－絵画　 関西ﾄﾞｲﾂ文化ｾﾝﾀｰ･ﾃﾞｭｯｾﾙﾄﾞﾙﾌ市特別賞
- １９９９　第13 回美浜美術展　ＦＢＣ賞
- ２０００　第14 回美浜美術展　準大賞

## 掲載記事
- 美術手帖 BTvol.48 No.722『Review Kansai』株式会社美術出版社1996.4
- 日経アート『特集：モノクローム・パワー』日本経済新聞社1996.8
- 版画藝術No.96『21 世紀人間像』 阿部出版株式会社 1997.6
- 名古屋力アート編　山田彊一著　ワイズ出版 2007.7
- 中部新報『エンバ美術コンクール国立国際美術館賞受賞 碧南出身石橋さん』1994.9.21
- 中日新聞『岡崎の画家・石橋さん国立国際美術館買上げ賞に』1994.10.4
- 讀賣新聞『コンピュータピカソ大喜び岡崎の石橋さん』1994.10.18
- 中日新聞『ピカソ自分なりに和歌山ビエンナーレ和歌山大賞展W 受賞』1995.33.9
- 中部新報『碧南出身の画家・石橋さん評価された新鮮な知的構成』1995.3.11
- 讀賣新聞『人・ひと交差点　いい作品出して作家目指す』1995.3.18
- 毎日新聞『第24 回現代日本美術展　現代美術展入選者決まる』1995.4.13
- 朝日新聞『ABC 美術コンクール大賞　岡崎の石橋さん輝く』1995.9.26
- 中部新報『ABC 美術コン大賞　ピカソ氏の部屋　エンバについで輝く受賞』1996.1.1
- 毎日新聞『第25 回現代日本美術展　現代美術展入選者決まる』1996.4.13
- 中日新聞『芸術中心地へ留学』1997.3.1
- 中日新聞『Barbershop』1998.1.5
- 中日新聞『Stairs』1998.1.6
- 中日新聞『Parade』1998.1.7
- 中日新聞『デュシャン氏の部屋』1998.1.8
- 中日新聞『カフカ氏の部屋』1998.1.９
- 讀賣新聞『観念の交響を楽しむ　石橋勝久展』1998.3.11
- 讀賣新聞『小磯良平大賞展　県内から２人入選』1998.11.6
- 毎日新聞『第28 回現代日本美術展　現代美術展入選者決まる』1999.4.13
- 讀賣新聞『小磯良平大賞展　県内から3 人入選』2000.11.4
- 中日新聞『目を引く舞台　日本画の個展』2011.12.11
- 一般社団法人日本美術家連盟『会員名簿・便覧　’14～’17』